# Camoapa
Camoapa – miasto i gmina w Nikaragui w departamencie Boaco. W 2005 roku zamieszkiwane przez 13 995 mieszkańców. Przemysł spożywczy, włókienniczy.